# José Sáenz de Aguirre
José Saenz d'Aguirre, OSB (Logronyo, 24 de març de 1630 – Roma, 19 d'agost 1699) va ser un clergue i intel·lectual castellà, de l'orde benedictí, que va arribar a ser cardenal.

## Biografia
Va dirigir els estudis del Col·legi de Sant Vicent de Salamanca durant quinze anys, i va arribar a ser el seu abat. Es va doctorar en teologia dogmàtica i va inaugurar el curs de Sagrada Escriptura d'aquesta Universitat.
Va ser conseller i secretari del Sant Ofici, i president de la congregació de la província benedictina d'Espanya.
La seva obra contra la Declaració de l'Església Gal·licana de 1682 li va fer mereixedor de l'elogi del papa Inocencio XI, que el va nomenar cardenal.
En la seva correspondència amb Jacques-Bénigne Bossuet va combatre vigorosament el quietisme.
El seu treball excessiu va minar la seva salut, i va sofrir per molts anys d'atacs epilèptics. Va morir sobtadament d'un atac d'apoplexia. El seu cos va ser enterrat a l'església de Santiago de los Españoles de Roma i el seu cor a Monte Cassino, com havia deixat encarregat.

## Obra
Les seves obres més importants són de tema filosòfic i teològic, però també va escriure història eclesiàstica, comentaris a la teologia d'Sant Anselm, dos volums de miscel·lània i una defensa de l'autoria del benedictino Jean Gerson sobre De Imitatione Christi.

### Filosofia
- Philosophia Nova-antiqua..., defensa de Aristòtil i Tomàs d'Aquino contra llurs oponents (Salamanca, 1671-2-5, 3 volums en foli).
- Philosophia Morum... (Salamanca, 1677; Roma, 1698), comentari sobre l'Ètica a Nicòmac, en quatre volums.
- De virtutibus et vitiis disputationes ethicae in quibus disseritur quidquid spectat ad philosophiam moralem ab Aristotele traditam (Salamanca, 1677; 2a ed. ampliada, Roma, 1697; 3a ed. Roma, 1717).

### Teologia
- Tractat sobre els àngels, especialment els de la guarda, que va preparar com a tesi doctoral.
- S. Anselmi Theologia, commentariis et disputationibus tum dogmaticis tum scholasticis illustrata (Salamanca, 1678-81, 2ª ed. Roma, 1688-90). El tercer volum, De natura hominis pura et lapsa, es dedica a combatre el jansenisme.
- Auctoritas infallibilis et summa Cathedrae Sancti Petri... (Salamanca, 1683), refutació dels quatre articles de la Declaració de l'Església Gal·licana de 1682.
- Collectio maxima conciliorum omnium Hispaniae et novi orbis... (Salamanca, 1686).